# Thalias hämnare
Thalias hämnare är en brittisk skräckkomedi från 1973 i regi av Douglas Hickox, producerad av Gustave Berne, Sam Jaffe, John Kohn samt Stanley Mann och skriven av Anthony Greville-Bell, Mann samt Kohn. I Thalias hämnare består handlingen av hur Edward Lionheart (Vincent Price), en Shakespeare-skådespelare, försöker begå självmord efter att, enligt honom själv, förnedrats av medlemmarna av Theatre Critics Guild. Lionheart överlever dock sitt självmordsförsök och två år senare bestämmer han sig för att ta sin hämnd på de recensenter som inte uppskattade hans skådespel, där morden är inspirerade av Shakespeares verk. Likheten till handlingen i Dr Phibes – den fasansfulle, som Price även medverkade i, gör att Thalias hämnare ibland ses som antingen en hyllning till eller en parodi på denna film.

## Rollista i urval
- Vincent Price ... Edward Lionheart
- Diana Rigg ... Edwina Lionheart
- Ian Hendry ... Peregrine Devlin
- Harry Andrews ... Trevor Dickman
- Robert Coote ... Oliver Larding
- Michael Hordern ... George Maxwell
- Robert Morley ... Meredith Merridew
- Coral Browne ... Chloe Moon
- Jack Hawkins ... Solomon Psaltery
- Arthur Lowe ... Horace Sprout
- Dennis Price ... Hector Snipe
- Milo O'Shea ... Kommissarie Boot
- Eric Sykes ... Sgt. Dogge
- Diana Dors ... Maisie Psaltery
- Joan Hickson ... Mrs. Sprout
- Renée Asherson ... Mrs. Maxwell
- Madeline Smith ... Rosemary
- Brigid Erin Bates ... Agnes
- Charles Sinnickson ... kyrkoherden
- Tutte Lemkow ... Meths Drinker
- Declan Mulholland ... Meths Drinker
- Stanley Bates ... Meths Drinker